# Tabebuia calcicola
Tabebuia calcicola là một loài thực vật có hoa trong họ Chùm ớt. Loài này được Britton miêu tả khoa học đầu tiên năm 1915.